# 1999 JD132
1999 JD132, também escrito como 1999 JD132, é um objeto transnetuniano (TNO) que está localizado no cinturão de Kuiper, uma região do Sistema Solar. Este corpo celeste é classificado como um cubewano. Ele possui uma magnitude absoluta (H) de 7,7 e, tem um diâmetro estimado com cerca de 127 km, por isso é pouco provável que possa ser classificado como um planeta anão, devido ao seu tamanho relativamente pequeno.

## Descoberta
1999 JD132 foi descoberto no dia 10 de maio de 1999 pelos astrônomos R. L. Allen, G. Bernstein e P. Guhathakurta.

## Órbita
A órbita de 1999 JD132 tem uma excentricidade de 0.068 e possui um semieixo maior de 43.246 UA. O seu periélio leva o mesmo a uma distância de 40.320 UA em relação ao Sol e seu afélio a 46.172.